# Pietro Ronzelli

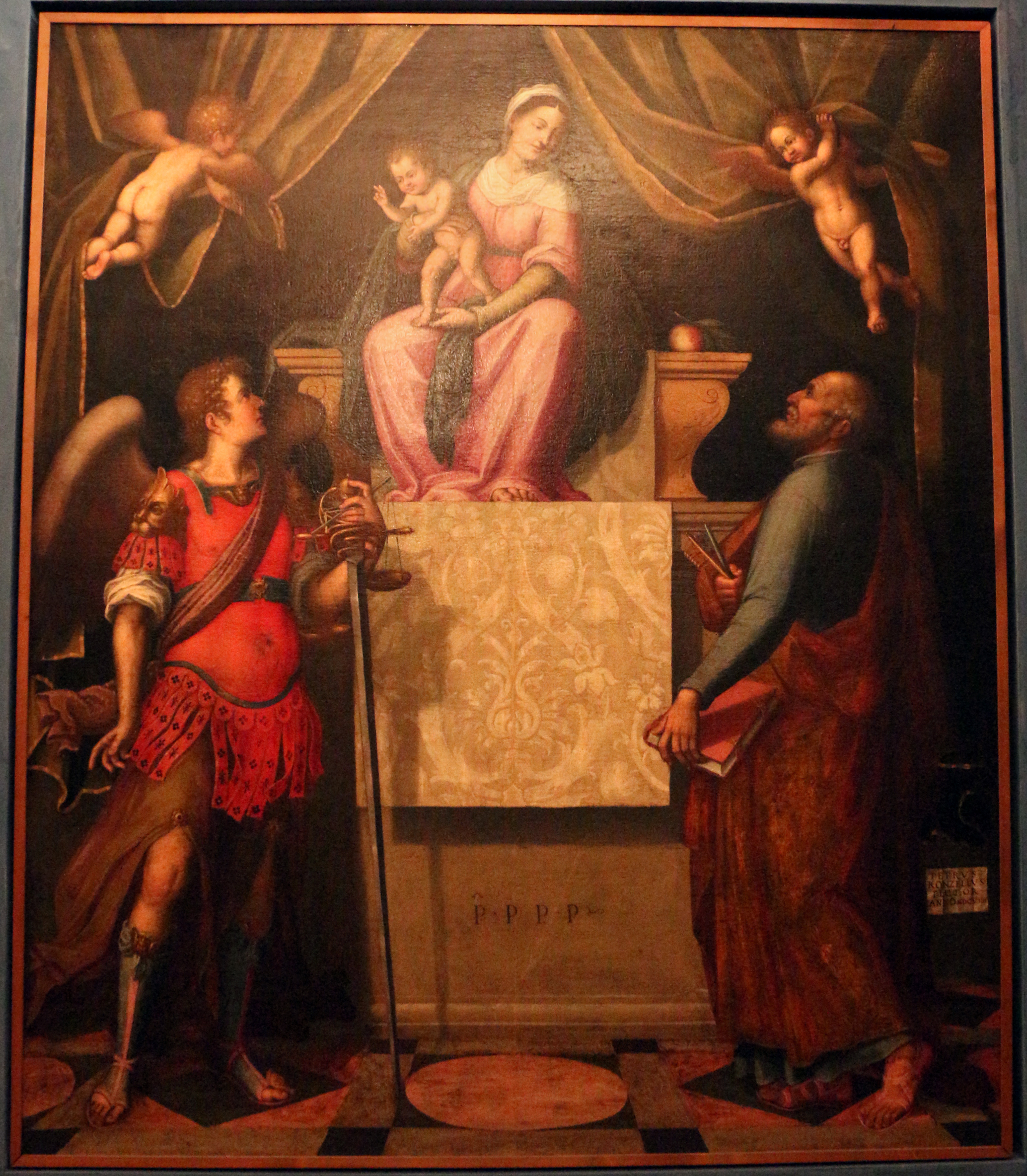
Pietro Ronzelli pala d'altare della chiesa di san Michele all'Arco

Pietro Ronzelli (Stezzano, 1560 circa – 1621) è stato un pittore italiano.

## Biografia
Il XVII secolo fu per Bergamo un periodo ricco di pittori, lasciando al secolo precedente il Previtali, a Bergamo arrivò il Lotto e poi il Moroni per proseguire con il Salmeggia il Cavagna e lo Zucco, che lasciarono grandi opere nelle chiese e nelle collezioni private, tanto da sminuire molti altri artisti che erano presenti sul territorio bergamasco tra questi il Ronzelli, incredibilmente tutti morti intorno al 1630.
Pochissimo si conosce delle sue origini, il Tassi ce lo presenta come figlio di Leone Ronzelli, ma non aggiunge altre informazioni personali.  Calcolando la sua buona attività artistica si considera sia nato intorno al 1560. Il pittore era solito firmare e datare le sue opere, questo le rende a lui riconducibili. La prima opera riconducibile all'artista è una Pietà datata 1585 e conservata in collezione privata. Sono conservati in Accademia Carrara di Bergamo un San Rocco e l' Assunta datata 1590. In queste tele si nota l'influenza che aveva avuto il Moroni sulla pittura del tempo.
All'artista venne criticata la sua costruzione scenografica piramidale delle pitture, le sue sacre conversazioni  collocano la Madonna in alto su di un altare, lontana rispetto ai santi e ai fedeli che stanno ai piedi della tela, questa struttura era considerata superata e antiquata. 
La sua ultima opera venne firmata nel 1621, risulta essere morto in data precedente il 1630 .

## Opere
- Pietà 1585, collezione privata
- San Rocco, conservato presso l'Accademia Carrara
- Vergine addolorata e i santi Rocco e Sebastiano, olio su tela (cm 160x120), 1588, commissionata per la chiesa di San Rocco in Bergamo poi conservata nei depositi del Duomo di Bergamo[3].
- Assunzione della Madonna con donatori 1590 olio su tela, cm 255 × 188 proveniente dalla Chiesa di Sant'Agostino (Bergamo) e conservato presso l'Accademia Carrara[4]
- Assunta, 1590 conservato presso l'Accademia Carrara
- Madonna col Bambino e i santi Stefano e Girolamo 1593, chiesa di Santo Stefano, Costa Volpino
- Madonna con Bambino 1593 Santuario della Natività di Maria Vergine, Novezio frazione di Cerete.
- Madonna con Bambino, san Michele e san Pietro, 1609 pala d'altare della Chiesa di San Michele all'arco ma conservata presso il Museo Adriano Bernareggi
- Madonna con Gesù Bambino e alcuni Santi: Anna, Caterina da Siena, Caterina d’Alessandria e Francesco d’Assisi  1600 conservato presso la sacrestia della Parrocchia S. Giovanni Battista di Stezzano
- Madonna con Bambino in gloria, san Pantaleo e san Barnaba 1600, pala d'altare della Chiesa di San Vincenzo e Sant'Alessandro
- Incoronazione di spine. Chiesa parrocchiale di santa Maria Assunta, Vertova
- Natività della Vergine Chiesa di Sant'Agata nel Carmine